# Boronia rubiginosa
Boronia rubiginosa là một loài thực vật có hoa trong họ Cửu lý hương. Loài này được A.Cunn. ex Endl. mô tả khoa học đầu tiên năm 1837.